# Wilhelm Füger
Wilhelm Friedrich Füger (* 7. Februar 1936 in Bodenbach, Tschechoslowakei; † 19. August 2017) war ein deutscher Anglist und Literaturwissenschaftler.

## Leben

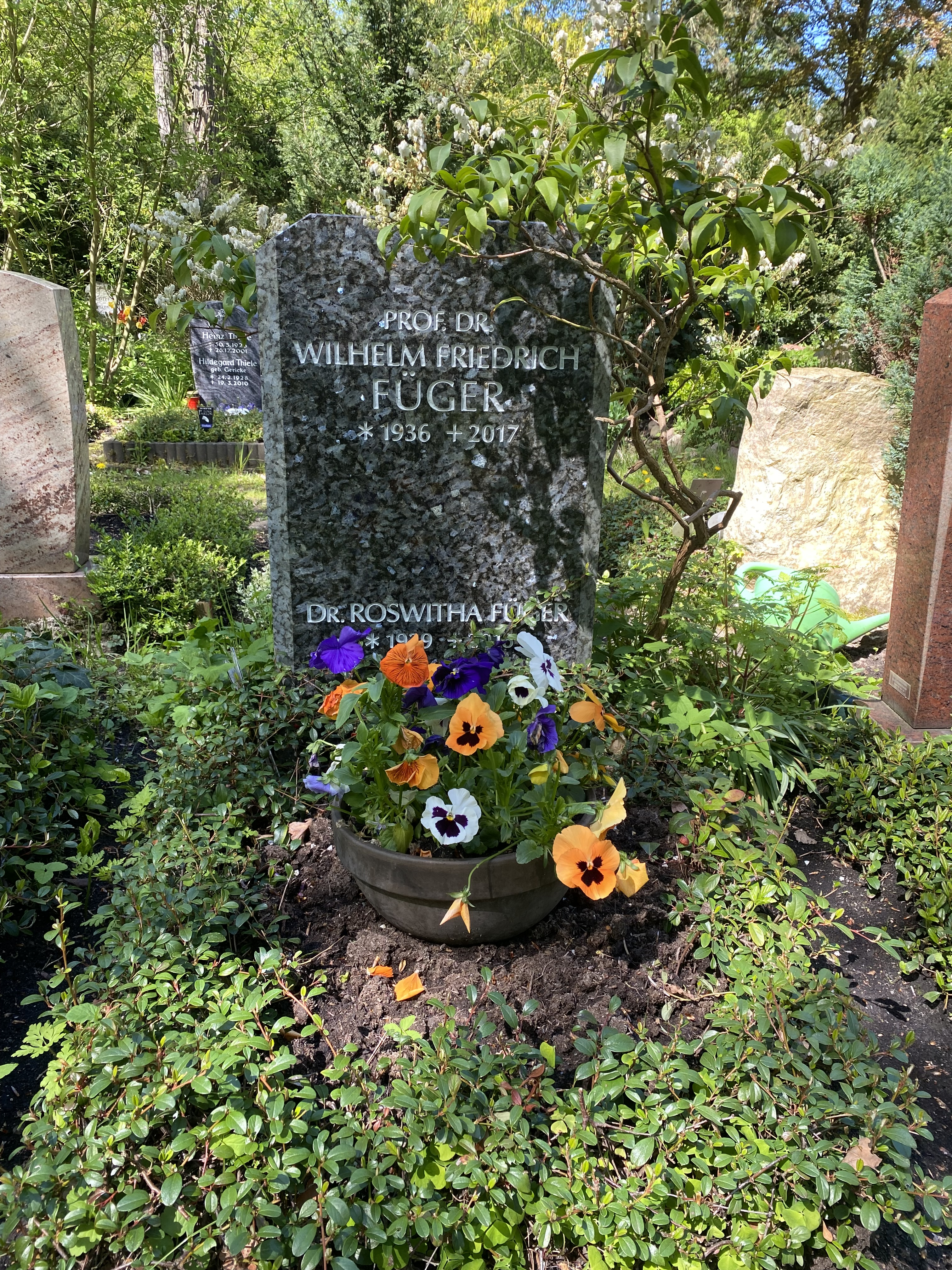
Grabstätte auf dem Waldfriedhof Zehlendorf

Wilhelm Füger studierte an der Ludwig-Maximilians-Universität München und wurde hier 1963 zum Dr. phil. promoviert. 1970 habilitierte er sich in München mit einer Schrift über das englische Prosagedicht. 1973 wurde er zum ordentlichen Professor für englische Literatur an der Freien Universität Berlin berufen.
Einen internationalen Ruf erwarb er sich durch seine Forschungen zur Erzähltheorie und über James Joyce. Darüber hinaus gehörte er zu den ersten Literaturwissenschaftlern, die die Möglichkeiten der elektronischen Datenverarbeitung für ihre Forschungen nutzen.
Seine letzte Ruhestätte fand Wilhelm Füger auf dem Waldfriedhof Zehlendorf (Feld 002-395).

## Werke (Auswahl)

### Monografien
- Die Entstehung des historischen Romans aus der fiktiven Biographie in Frankreich und England. Dissertation. München 1963.
- Das englische Prosagedicht. Grundlagen – Vorgeschichte – Hauptphasen. Winter, Heidelberg 1973, ISBN 3-533-02230-7.
- James Joyce. Epoche – Werk – Wirkung. Beck, München 1994, ISBN 3-406-38114-6.

### Herausgeberschaften
- James Joyces "Portrait". Das Jugendbildnis im Lichte neuerer deutscher Forschung. Goldmann, München 1972, ISBN 978-3-442-80015-5.
- English prose lyrics. An anthology. Winter, Heidelberg 1976, ISBN 978-3-533-02308-1.
- Dubliners – Concordance to James Joyce's Dubliners. Olms, Hildesheim / New York 1980, ISBN 978-3-487-06950-0.
- Kritisches Erbe. Dokumentation zur Rezeption James Joyce im deutschen Sprachbereich zu Lebzeiten des Autors. (= Internationale Forschungen zur Allgemeinen und Vergleichenden Literaturwissenschaft 40).  Atlanta, Amsterdam 2000, ISBN 90-420-0769-9.
- Jonathan Swifts Autonekrolog – Die Verse auf den Tod von Dr. Swift, D.S.P.D. Verlag Dr. Kovač, Hamburg 2006, ISBN 978-3-8300-2660-0.